# Citheronia fuscalis
Citheronia fuscalis är en fjärilsart som beskrevs av Rothschild 1907. Citheronia fuscalis ingår i släktet Citheronia och familjen påfågelsspinnare. Inga underarter finns listade i Catalogue of Life.